# The Lion’s Song
The Lion’s Song (englisch, auf Deutsch etwa „Das Lied des Löwen“) ist ein Videospiel für PCs, mobile Endgeräte mit den Betriebssystemen Android und iOS sowie die Handheld-Konsole Nintendo Switch. Das Spiel ist ein narratives Point-and-Click-Adventure und erzählt die Geschichte der Komponistin Wilma, des Malers Franz und der Mathematikerin Emma. Es wurde von dem österreichischen Entwicklerstudio Mi'pu'mi Games entwickelt und veröffentlicht. The Lion’s Song besteht aus vier Episoden, von denen die erste im Juli 2016 für PCs veröffentlicht wurde. Eine Complete-Edition, die alle vier Episoden enthält, erschien im Juli 2018 für die Nintendo Switch.
The Lion’s Song wurde von Kritikern überwiegend gelobt und erhielt den Deutschen Entwicklerpreis 2016 in der Kategorie „Bestes Indie-Spiel“

## Handlung

### Episode 1 – Silence
In der ersten Episode mit dem Namen Silence (engl. für „Stille“) steuert der Spieler die Komponistin Wilma Dörfl, die Probleme hat, ein neues Musikstück zu komponieren. Ihr Freund und Mentor Arthur ermutigt sie dazu, sich in seine Hütte in die Alpen zu begeben, um dort außerhalb des Trubels und Drucks der Großstadt Wien Inspiration für ihr neues Stück zu finden. Auf dem Weg zur Hütte zieht ein starker Sturm auf, der verhindert, dass sie die Hütte allzu bald wieder verlassen kann. In der Hütte angekommen, findet sie einen Brief von Arthur. In diesem erklärt er ihr, dass er ein Konzert organisiert hat, bei dem ihr neues Stück im Mittelpunkt stehen soll. Deshalb muss sie ihr Stück rechtzeitig zum Konzert in nur einer Woche fertigstellen.
Sie wird in der Hütte von dem Gastwirt Leos angerufen, der seinen neuen Telefonanschluss ausprobiert, um seine Nichte Nicole anzurufen.
An den folgenden Tagen beginnt Wilma in weiteren Telefonaten eine engere Bindung zu Leos aufzubauen. Sie fängt an, die Umgebungsgeräusche, wie den Regen, die knarzenden Balken oder Leos’ Stimme als Inspirationen für ihr Stück zu verwenden. In nächtlichen Albträumen wird klar, wie unsicher sie sich über ihre Beziehung zu ihrem Vater, Arthur und Leos ist. Auch wird sie mit ihren eigenen Problemen, u. a. ihrer Motivation konfrontiert. Nachdem sie ihre Komposition beendet hat, hat der Spieler die Wahl, das Stück Arthur, Leos oder ihrem Bruder Otto zu widmen. Sie gibt ihrem Stück den Titel „Das Lied des Löwen“, zu englisch The Lion’s Song. Zurück in Wien spielt sie ihre Komposition auf dem von Arthur organisierten Konzert und erhält tosenden Applaus.

### Episode 2 – Anthology
In der zweiten Episode namens Anthology (engl. für „Auswahlband“ oder „Anthologie“) steuert der Spieler den talentierten jungen Maler Franz Markert, der Facetten der Persönlichkeiten von den Leuten um ihn visuell erkennen kann. Er wird von seinem Großvater, einem bekannten Bergsteiger namens Joseph, einer Gesellschaft von Kunstliebhabern vorgestellt und sucht dort nach einem neuen Modell. Dorthin wird er von einem Maler und Freund seines Großvaters namens Gustav Klimt eingeladen, der ein Porträt von Franz, welches die Komponistin Wilma darstellt, in seinem Salon ausstellt. Nachdem der Spieler sich für ein Modell für das nächste Porträt entschieden hat und dieses in seinem Atelier gemalt hat, ist Franz unzufrieden mit seinem Bild: Er ist der Meinung, es sei ihm nicht gelungen alle Facetten des Modells zu erkennen. Daraufhin spricht er mit der Kunstkritikerin Grete Lawniczak, die bereits am Vortag sein Bild von der Komponistin scharf kritisiert hatte, und möchte von dieser ihre Meinung zu dem Bild hören. Diese rät ihm er solle hinausgehen in die „wirkliche“ Welt, woraufhin sein Großvater ihn zum Markt mitnimmt.
Auf dem Markt lernt der Spieler die Schauspielerin Madame Thernhardt kennen und während des Mittagessens in einem Kaffeehaus den Mathematiker Emil Schell. Der Spieler hat nun die Wahl einen der beiden zu malen: Entscheidet sich der Spieler für den Mathematiker Schell, so flüchtet dieser, bevor Markert mit dem Malen beginnen kann, weil er sich von Franz zu sehr durchschaut fühlt. Daraufhin hat der Spieler die Möglichkeit den Mathematiker aus dem Gedächtnis zu malen, oder sich doch noch für die Schauspielerin zu entscheiden. Egal wie der Spieler sich entscheidet: Franz ist unzufrieden mit seinem Porträt, weil es ihm nicht gelungen ist alle Facetten des Modells einzufangen. Als Franz das Porträt im Salon der Kunstkritikerin Lawniczak vorstellt, sorgt diese sich um ihn, weil er schon längere Zeit nicht geschlafen hat und nach jedem Bild was er malt Aussetzer hat, wodurch ihm mehrere Stunden verloren gehen, an die er sich später nicht mehr erinnern kann. Daraufhin schickt Lawniczak Franz zu dem Psychologen Sigmund Freud. Während den Gesprächen mit Dr. Freud beginnt Franz erstmals seine eigenen Facetten zu sehen. Zurück im Atelier wird ihm klar, dass er während seiner Aussetzer ein Porträt von sich selbst gezeichnet hat, welches er mit einem Tuch verdeckt hatte.
Franz zeichnet sein Selbstporträt zu Ende und sucht daraufhin Grete Lawniczak auf, um ihre Meinung zu dem Bild zu hören. Lawniczak lobt das Bild und möchte es Franz abkaufen. Er schafft es daraufhin Grete davon zu überzeugen sich von ihm malen zu lassen. Auch seinen Großvater kann Franz überzeugen und so hat der Spieler die Wahl, für welche Figur sich Franz entscheidet.

## Spielprinzip
The Lion’s Song ist ein Point-and-Click-Adventure, in dem der Spieler die Geschichte von vier Personen im frühen zwanzigsten Jahrhundert erlebt. Dabei muss der Spieler mit anderen Charakteren Dialoge führen, in denen er sich zwischen verschiedenen Antwortmöglichkeiten entscheiden muss, und kleine Rätsel lösen, um die Handlung voranzutreiben. Der Spieler steuert in jeder der vier Episoden einen anderen Charakter: In der ersten die Komponistin Wilma, in der zweiten den Maler Franz, in der dritten die Mathematikerin Emma und in der letzten Episode den Autor Albert Vogl. Genretypisch navigiert der Spieler die Spielfigur durch Klicken mit dem Cursor durch die Spielwelt. In den letzten drei Episoden ist es möglich, die Spielfigur frei durch Auswählen eines Zielortes, zu der sich die Spielfigur dann hinbewegt, durch die Szenen zu steuern. Im ersten Teil findet das Spiel fast ausschließlich in einer Berghütte statt. Dort kann die Spielfigur nicht frei gesteuert werden, sondern nur z. B. durch Klicken auf die Tür in eine andere Szene bewegt werden. In der zweiten und dritten Episode ist es außerdem möglich, die Spielfigur über eine Stadtkarte zu verschiedenen Orten in Wien zu steuern.
Während des Spiels hat der Spieler die Möglichkeit, durch seine Handlungen den Verlauf der Geschichte zu beeinflussen. Am Ende jeder Episode wird angezeigt, wie viel Prozent aller Spieler die gleichen Entscheidungen wie man selbst getroffen haben. Gleichzeitig wird dem Spieler die Möglichkeit gegeben, seine Entscheidungen zu ändern und so neue Verbindungen zu den anderen Episoden zu entdecken. In der „Galerie der Verbindungen“, eine Art Museum, das außerhalb der Episoden besucht werden kann, werden alle Zusammenhänge zwischen den einzelnen Episoden, die der Spieler entdeckt hat, ausgestellt.

## Entwicklung und Veröffentlichung
Die Entwicklung von The Lion’s Song begann während des Ludum Dare 30, eines digitalen Game-Jam-Events, also eines Zusammentreffens von Spieleentwicklern, bei welchem gemeinsam innerhalb von kurzer Zeit ein Videospiel entwickelt wird. Das Spiel wurde während dieses Events vom Benutzer „LeafThief“ vom 22. bis zum 25. August 2014 innerhalb von 72 Stunden entwickelt. Diese frühe Version des Spiels bestand nur aus einem Teil der Story (der späteren ersten Episode) und konnte über die Website von „Ludum Dare“ kostenlos heruntergeladen werden. Da das Spiel während des Events gut angenommen wurde und sogar als bestes Spiel den Kategorien „Mood“ (engl. für „Stimmung“) und „Graphics“ (englisch für „Grafik“) ausgezeichnet wurde, entschied sich der Entwickler „LeafThief“ das Spiel dem Wiener Entwicklerstudio Mi'pu'mi Games, bei dem er hauptberuflich arbeitete, vorzustellen. Dieses stimmte zu das Spiel als ein kommerzielles Spiel zu entwickeln und zu veröffentlichen.
Im November 2015 startete die Steam-Greenlight-Kampagne des Spiels, in der Nutzer der Vertriebsplattform Steam darüber abstimmen durften, ob das Spiel über Steam vertrieben werden darf. Die Kampagne war innerhalb von 10 Tagen erfolgreich und so erschien die erste Episode des Spiels am 7. Juli 2016 auf Steam für Windows. Die zweite Episode des Spiels erschien am 21. November 2016, während die dritte Episode am 16. März 2017 ebenfalls auf Steam veröffentlicht wurde. Gleichzeitig mit dem Erscheinen der vierten Episode für Windows am 13. Juli 2017, erschienen alle vier Episoden des Spiels auch für Apples Betriebssystem macOS. Zur selben Zeit erschien das Spiel auch als einzelne App, die alle vier Episoden enthält, für iOS und Android.
Am 27. Juni 2018 gab Mi'pu'mi Games bekannt, dass alle vier Episoden von The Lion’s Song für die Nintendo Switch umgesetzt werden. Das Spiel erschien am 10. Juli 2018 im eShop der Nintendo Switch.

## Rezeption

### Wertungen
The Lion’s Song wurde von den Kritikern mehrheitlich positiv aufgenommen. So erreichte die Nintendo-Switch-Version des Spiels auf der Aggregationswebsite Metacritic eine Durchschnittswertung von 81 %. Die PC-Version des Spiels erreichte auf der Website GameRankings eine aggregierte Wertung von 79,57 %.
Manuel Fritsch von der Zeitschrift GameStar lobte, dass The Lion’s Song sehr viel Zeit für die Gefühle, Ängste und das Innenleben der Charaktere verwende. Dies geschehe durch innere Monologe und Gespräche mit anderen Charakteren. Er lobte das Spiel für die gelungene „Visualisierung der kreativen Schaffens- und Denkprozesse“ der Protagonisten. Dadurch, dass der Spieler aktiv am Schaffensprozess beteiligt sei, entstehe eine große Immersion. Der pixelige „Sepia-Look“ ließe das Spiel passend zur Zeitepoche des frühen 20. Jahrhunderts wirken. Fritsch kritisierte allerdings eine fehlende Vertonung „mit dem unverkennbaren [Wiener] Sprachklang“.
Dennis Meppiel vom Online-Magazin ntower lobte die Visualisierung der Denkweise der Charaktere: Als Beispiel führt er das Aufflackern der Charakterzüge an, welches in Gesprächen zwischen dem Maler Franz und den Charakteren, die ihm Modell stehen, stattfinde. Außerdem lobte Meppiel die Präsentation des Spiels: Die Grafik gebe den Stil der damaligen Zeitepoche gut wieder, und durch den hervorragenden Soundtrack komme „auch die musikalische Untermalung sehr gut zur Geltung“. Meppiel kritisierte allerdings, dass „der Einfluss der Schlüsselmomente bei The Lion’s Song nur sehr gering“ sei: Die Entscheidungen, die der Spieler treffe, würden sich nur minimal auf die Handlung auswirken. Auch kritisierte er „die meist sehr langen Textpassagen und die fehlenden Rätseleinlagen“.

### Auszeichnungen
| Preisverleihung                | Kategorie         | Resultat  | Datum der Auszeichnung |
| ------------------------------ | ----------------- | --------- | ---------------------- |
| Deutscher Entwicklerpreis 2016 | Bestes Indie-Game | Gewonnen  | 7. Dez. 2016           |
| Deutscher Entwicklerpreis 2016 | Beste Story       | Nominiert | 7. Dez. 2017           |
| futurezone Award 2016          | Spiel des Jahres  | Gewonnen  | 10. Nov. 2016          |